# Малый Теребец
Малый Теребец — деревня в Батецком районе Новгородской области России. Входит в состав Передольского сельского поселения.

## География
Деревня находится в северо-западной части Новгородской области, в пределах Приильменской равнины, в зоне хвойно-широколиственных лесов, на правом берегу реки Кибы, к югу от автодороги 49Н-0125, на расстоянии примерно 25 километров (по прямой) к югу от посёлка Батецкого, административного центра района. Абсолютная высота — 52 метра над уровнем моря.

### Климат
Климат характеризуется как умеренно континентальный, влажный, с коротким нежарким летом и умеренно холодной зимой. Среднегодовая многолетняя температура воздуха составляет 3,7°С. Средняя многолетняя температура самого холодного месяца (января) составляет −8,7 — −7,9°С, средняя температура самого тёплого (июля) — 16,9 — 17,8 °С. Вегетационного период начинается в третьей декаде апреля и длится в среднем 170—175 дней Среднегодовое количество осадков — 550—600 мм, из которых большая часть выпадает в тёплый период. Снежный покров держится в течение 140 дней.

### Часовой пояс
Деревня Малый Теребец, как и вся Новгородская область, находится в часовой зоне МСК (московское время). Смещение применяемого времени относительно UTC составляет +3:00.

## Население
| 2010 |
| ---- |
| 0    |

### Национальный состав
Согласно результатам переписи 2002 года, в национальной структуре населения русские составляли 100 % из 6 чел.